# لويس دي سالازار إي كاسترو
لويس دي سالازار إي كاسترو (بالإسبانية: Luis de Salazar y Castro)‏ هو المؤرخ الإخباري ومؤرخ إسباني، ولد في 1658 في بلد الوليد في إسبانيا، وتوفي في 1734 في مدريد في إسبانيا.